# Friedrich Georg Houtermans

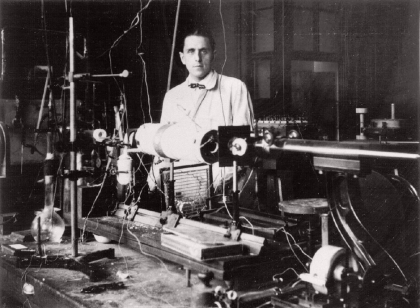
Fritz Houtermans im Labor des Physikalischen Instituts der Georg-August-Universität in Göttingen, 1927

Fritz Houtermans (* 22. Januar 1903 in Zoppot bei Danzig; † 1. März 1966 in Bern), geboren als Friedrich Georg Houtermans, Pseudonym Friedrich Beck bzw. F. Beck, war ein deutscher Physiker (Astro- und Kernphysiker) und Hochschullehrer.

## Familie
Er war der Sohn des in Zoppot lebenden, aus Holland stammenden promovierten Juristen und Bankiers Otto Houtermans (1878–1936), wuchs jedoch seit 1906/07 in Wien bei seiner alleinerziehenden Mutter, der promovierten Chemikerin Elsa Houtermans (1878–1942), geborene Wanek, auf. Diese unterrichtete auch Deutsch, Französisch und Latein.
Fritz Houtermans heiratete viermal. Seine erste Ehefrau war seine Kommilitonin Charlotte, geborene Riefenstahl, die er 1930 im Kaukasus heiratete. Aus der Ehe gingen zwei Kinder hervor, Giovanna (* 1933 in Berlin), genannt „Bamsi“, und Jan (* 11. April 1935 in Charkow).
1944 heiratete er Ilse Bartz, eine Chemikerin, die mit ihm am privaten Forschungsinstitut von Manfred von Ardenne in Berlin-Lichterfelde arbeitete. Zuvor hatte er sich nach geltendem NS-Eherecht von seiner ersten Ehefrau Charlotte scheiden lassen, ohne diese zu informieren. Dies führte bis in die Nachkriegszeit zum Vorwurf der Bigamie gegen Fritz Houtermans. Rechtlich war diese einseitige „Fernscheidung“ nach damals geltendem NS-Recht deshalb möglich, weil die Nationalsozialisten eine Regelung geschaffen hatten, die es ursprünglich so genannten „arischen“ Ehepartnern erleichtern sollte, sich rasch von „nicht-arischen“ trennen zu können. Das Einverständnis beider Eheleute zu dieser Art der Scheidung war demzufolge lt. NS-Eherecht nicht erforderlich; es genügte die mehrjährige Abwesenheit eines Ehepartners (getrennt von Heim und Bett). Da sich Charlotte Houtermans bereits seit 1939 in den USA aufhielt, stand der Trennung juristisch nichts im Wege, obwohl bei ihr (im Gegensatz zu ihrem Ehemann) gar keine „Arier“-Problematik bestand.
Mit seiner zweiten Ehefrau hatte er drei Kinder. Nach Kriegsende traf er seine erste Ehefrau Charlotte wieder und heiratete diese 1953 erneut. Diese Ehe hielt jedoch nur wenige Monate. 1955 heiratete er Lore Müller, mit der er ein weiteres Kind bekam.
Sein erstes Kind, Giovanna Fjelstad-Houtermans, absolvierte die Harvard University und lehrte als Professorin für Mathematik in Northfield, Minnesota. Jan Houtermans wurde Physiker an der University of California im kalifornischen Berkeley.

## Schule und Studium
In Wien besuchte Fritz Houtermans das Akademische Gymnasium, war jedoch von diesem verwiesen worden, nachdem er am 1. Mai 1919 in deren Foyer aus dem Kommunistischen Manifest rezitiert hatte. So gelangte der Primaner für seine beiden letzten Schuljahre in das reformpädagogische Landerziehungsheim Freie Schulgemeinde nach Wickersdorf in den Thüringer Wald und bestand seine Reifeprüfung 1921 als Externer am Realgymnasium in Sonneberg. Fritz studierte von 1922 bis 1928 an der Georg-August-Universität Göttingen Physik und promovierte mit einer Dissertation Über die Bandenfluoreszenz des Quecksilberdampfes bei James Franck.

## Wirken

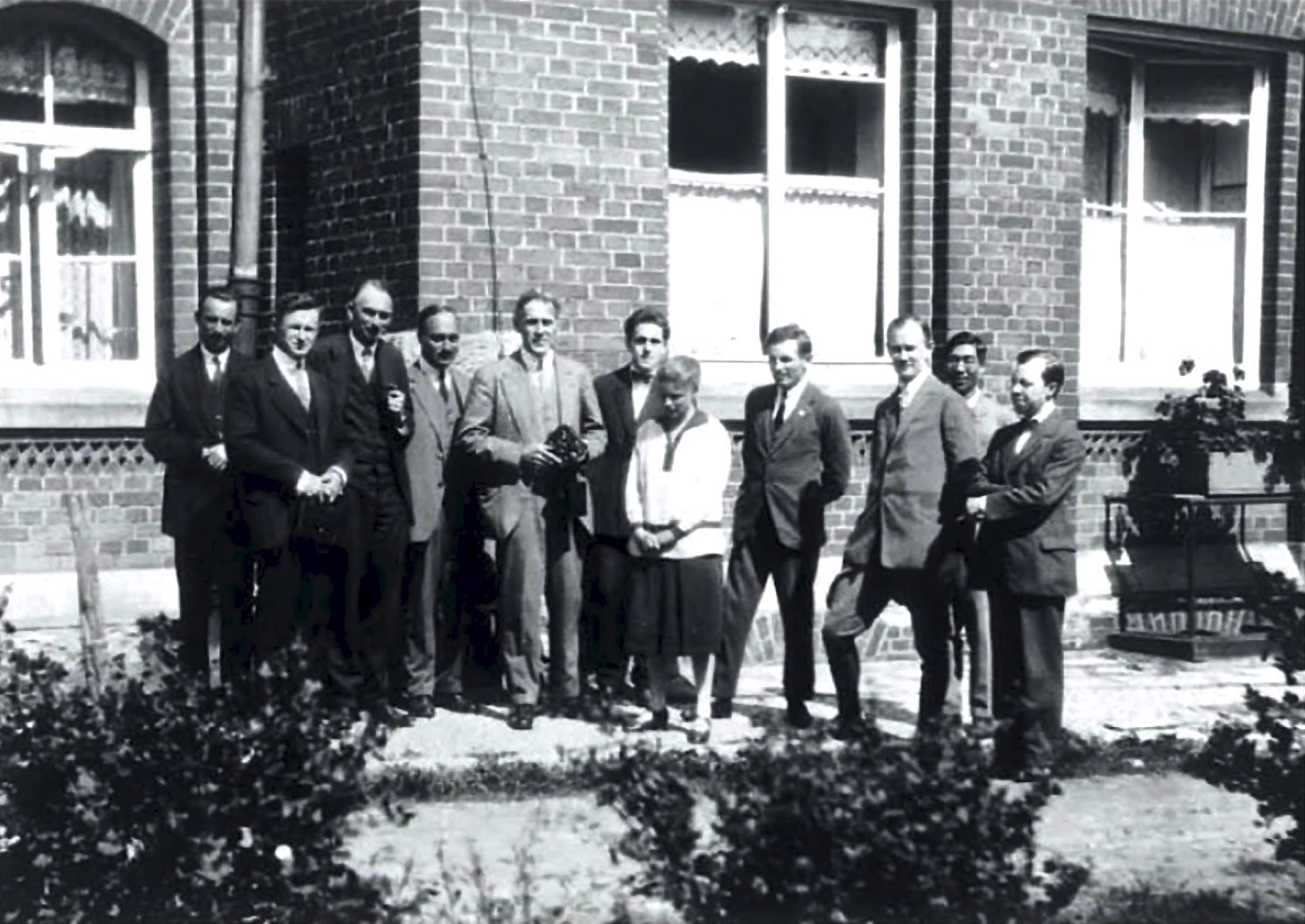
Houtermans Doktorvater James Franck (4. von links), Robert Williams Wood (5. von links), Fritz Houtermans (6. von links) und Hertha Sponer (7. von links) vor dem Physikalischen Institut der Georg-August-Universität Göttingen, 1927

Von 1928 bis 1933 nahm Houtermans an der Technischen Hochschule in Berlin eine Assistenz bei dem Physiker und Nobelpreisträger Gustav Hertz wahr. In dieser Zeit publizierte er zusammen mit R. E. Atkinson in der Zeitschrift für Physik eine berühmte Arbeit Zur Frage der Aufbaumöglichkeit der Elemente in Sternen, die einen bedeutenden Schritt zum Verständnis der Elemententstehung und der Energiefreisetzung in Sternen darstellt.
Wegen seiner politisch linken Einstellung und seiner Mitgliedschaft in der Kommunistischen Partei musste Houtermans 1933, nach der Machtergreifung der Nationalsozialisten, nach England emigrieren. Dort arbeitete er bei His Master’s Voice, einer bekannten Firma im Musikgeschäft. Offenbar unzufrieden mit seiner Situation dort und auch wegen seiner prokommunistischen Einstellung ging Houtermans 1935 in die Sowjetunion und war dort am Ukrainischen Physikalisch-Technischen Institut in Charkow beschäftigt.
Am 1. Dezember 1937 wurde Houtermans jedoch Opfer der Stalinschen Säuberungsaktionen und in Moskau verhaftet. Nach zwei Jahren Haft wurde er 1940 aufgrund des deutsch-sowjetischen Nichtangriffspaktes an Deutschland ausgeliefert, wo er von der Gestapo erneut inhaftiert wurde. Der Physiker Max von Laue konnte jedoch seinen Einfluss geltend machen, seine Freilassung bewirken und ihm eine Anstellung an Manfred von Ardennes privatem Forschungsinstitut in Berlin verschaffen. Dort vollbrachte er nach kurzer Zeit bedeutende Forschungsarbeiten, die er im geheim gehaltenen Forschungsbericht Zur Frage der Auslösung von Kern-Kettenreaktionen (1941) zusammenfasste. In diesem Bericht sagt Houtermans, noch vor der Entdeckung des Plutoniums durch Glenn T. Seaborg und seinen Mitarbeitern, neue Elemente schwerer als Uran (Transurane) voraus und zeigte die Möglichkeit auf, diese Elemente zur Energiegewinnung zu nutzen. Obwohl dieser Bericht staatlichen Stellen und einigen im Uranprojekt organisierten Physikern zugänglich war, scheint er jedoch keinen Einfluss auf das deutsche Atomprojekt gehabt zu haben.
Nach einer kurzen Periode von 1944 bis 1945 an der Physikalisch-Technischen Reichsanstalt in Berlin war Houtermans bis 1952 wieder in Göttingen beschäftigt, wo er sich unter anderem mit der Altersbestimmung von Gesteinen zu beschäftigen begann. Im Jahr 1950 schrieb Houtermans zusammen mit Kostjantyn Schtepa, einem seiner Leidensgenossen in sowjetischer Gefangenschaft, unter den Pseudonymen F. Beck und W. Godin ein Buch mit dem Titel Russian Purge and The Extraction of Confession, in welchem sie über ihre Erfahrungen in den sowjetischen Gefängnissen berichten.
Von 1952 bis zu seinem Tod 1966 hatte Houtermans eine Professur am Physikalischen Institut der Universität Bern, Schweiz, inne. Unter anderem beschäftigte er sich dort mit Geochemie, Kosmochemie, Höhenstrahlung, Thermolumineszenz und der Meteoritenforschung und verschaffte dem Physikalischen Institut als Direktor internationales Ansehen.
Er berechnete mittels Uran-Blei-Datierung, basierend auf Uran-Blei-Isotopendaten des Meteoriten Canon Diablo, welche von Clair Cameron Patterson gemessen worden waren, ein Erdalter von etwa 4,5 Milliarden Jahren und publizierte dieses im Dezember 1953. Dies war eine der ersten Publikationen, in welcher das heute allgemein akzeptierte Erdalter erwähnt wurde. Friedrich Begeman, zur damaligen Zeit Doktorand bei Houtermans, berichtet, dass Patterson das Erdalter bereits vorher, seinerseits wieder auf Rechenmodelle von Houtermans zurückgreifend, selbst berechnet und im September 1953 auf einer Konferenz über Nuclear Processes in Geologic Settings in Williams Bay, Wisconsin vorgetragen hat und in den Proceedings veröffentlichte. Patterson publizierte die Alter, die er für einige Meteoriten und die Erde bestimmt hatte, 1955 und 1956 in mehreren Artikeln in wissenschaftlichen Zeitschriften.

## Ehrungen
1973 wurde der Mondkrater Houtermans nach ihm benannt.
Seit 1990 wird von der European Association of Geochemistry jährlich der Houtermans Award vergeben.